# シコクスミレ
シコクスミレ（四国菫、学名：Viola shikokiana）はスミレ科スミレ属の多年草。別名、ハコネスミレ。
地下茎は細く、横に長く伸びる。節間が長く、節で発根して新しい植物体をつくる栄養繁殖をするため、林下に大きな群落をつくることがある。スミレサイシン節 Sect. Vaginatae に属する。

## 特徴
無茎の種。細く、白い地下茎があり、匍匐状に長く伸びる。高さは5cmほどになる。葉は1-3個つき、開花時にはほぼ完全に展開し、葉柄は長さ4-15cmになる。葉身は長さ2-5cm、卵円形または広卵心形で、先端は急に短くとがり、基部は深い心形、縁に鋭い波状の鋸歯がある。葉質は薄く、表面は鮮緑色で鈍い光沢があり、葉脈はへこみ、側脈が大きく湾曲する。裏面葉脈上にやや粗い毛が散生し、ときに表面にも毛が生えることがある。果時は、花時より葉は大きく、葉柄は長くなる。托葉は葉柄から離生し、長さ3-4mmの披針形になる。
花期は4-5月。花柄は、葉より高い、長さ5-10cmになり、花柄の途中には狭小な2個の小苞葉がある。花は径1-1.5cm、白色で唇弁と側弁に紫色のすじが入り、やや上向きに咲く。花数は少なく、1株に1個の場合が多い。花弁は幅が細く、長さは9-15mm、唇弁は他の花弁より短く、側弁の基部に毛が生えるかまたは無い。唇弁の距は短く、長さは2-3mmになり、嚢状になる。萼片は狭披針形で、下方にある2個の付属体は2裂する。雄蕊は5個あり、花柱はカマキリの頭形になり、上部の両翼は左右に張り出し、柱頭は短く突き出る。染色体数は2n=24。

## 分布と生育環境
日本固有種。本州の関東地方西部・東海地方・紀伊半島、四国、九州に分布し、山地の落葉広葉樹林の林床や林縁に生育する。林下の腐食の多い場所に多く、ブナ林内でよく見られる。
いわゆるソハヤキ要素の分布をする植物である。

## 名前の由来
和名のシコクスミレは「四国菫」の意で、最初、四国の高知県で見いだされたことによる。
種小名（種形容語）shikokiana も「四国産の」の意味。

## 分類
スミレサイシン節 Sect. Vaginatae には、本種の他、ヒメスミレサイシン V. yazawana、アケボノスミレ V. rossii、スミレサイシン V. vaginata、ナガバノスミレサイシン V. bissetii が属する。同節のなかでは、花の色は白く、開花時に葉がほぼ完全に展開することが他種と異なる。

## ギャラリー

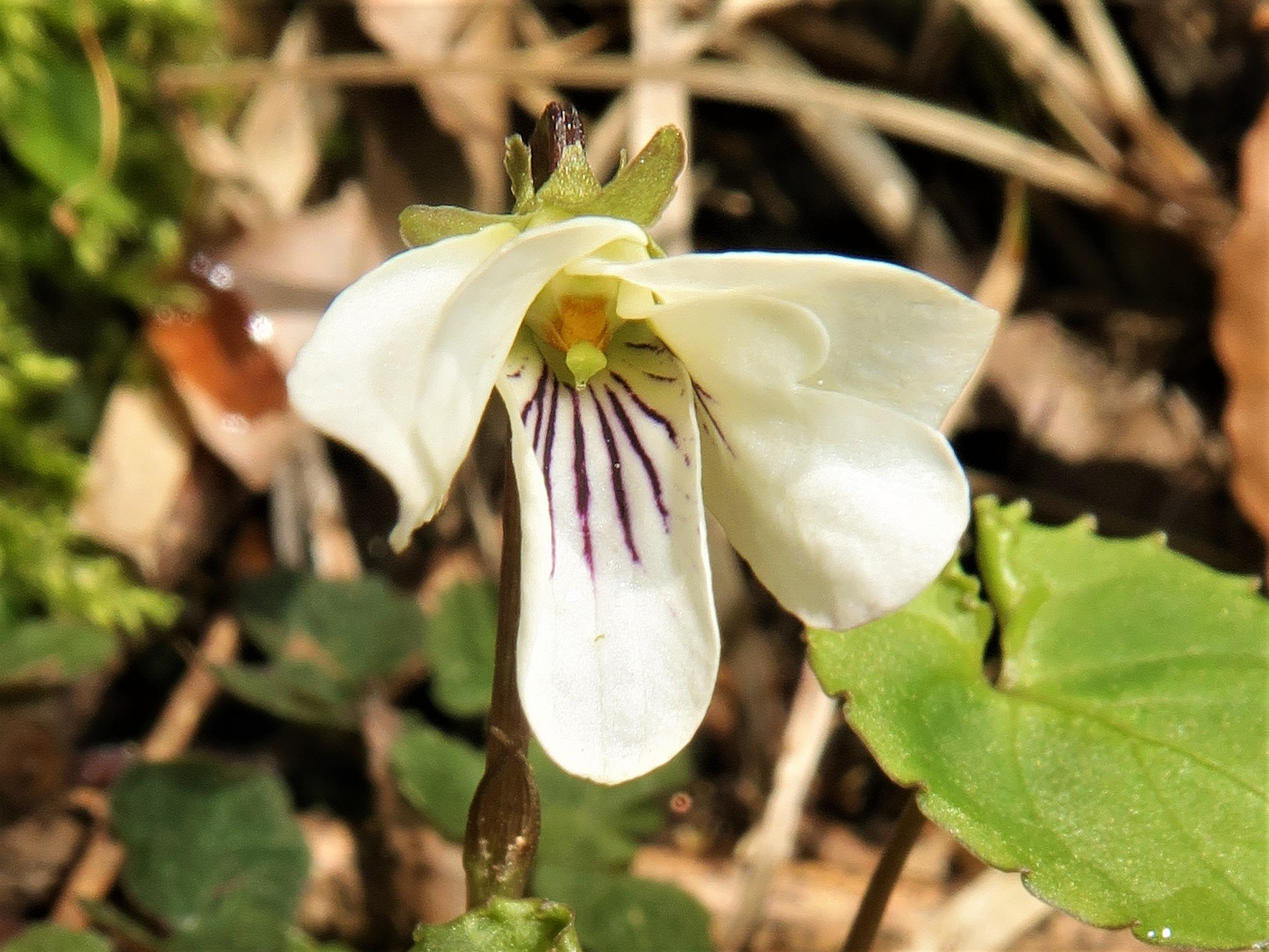
花は白色で唇弁と側弁に紫色のすじが入る。この個体には側弁の基部に毛は無いか見えない。
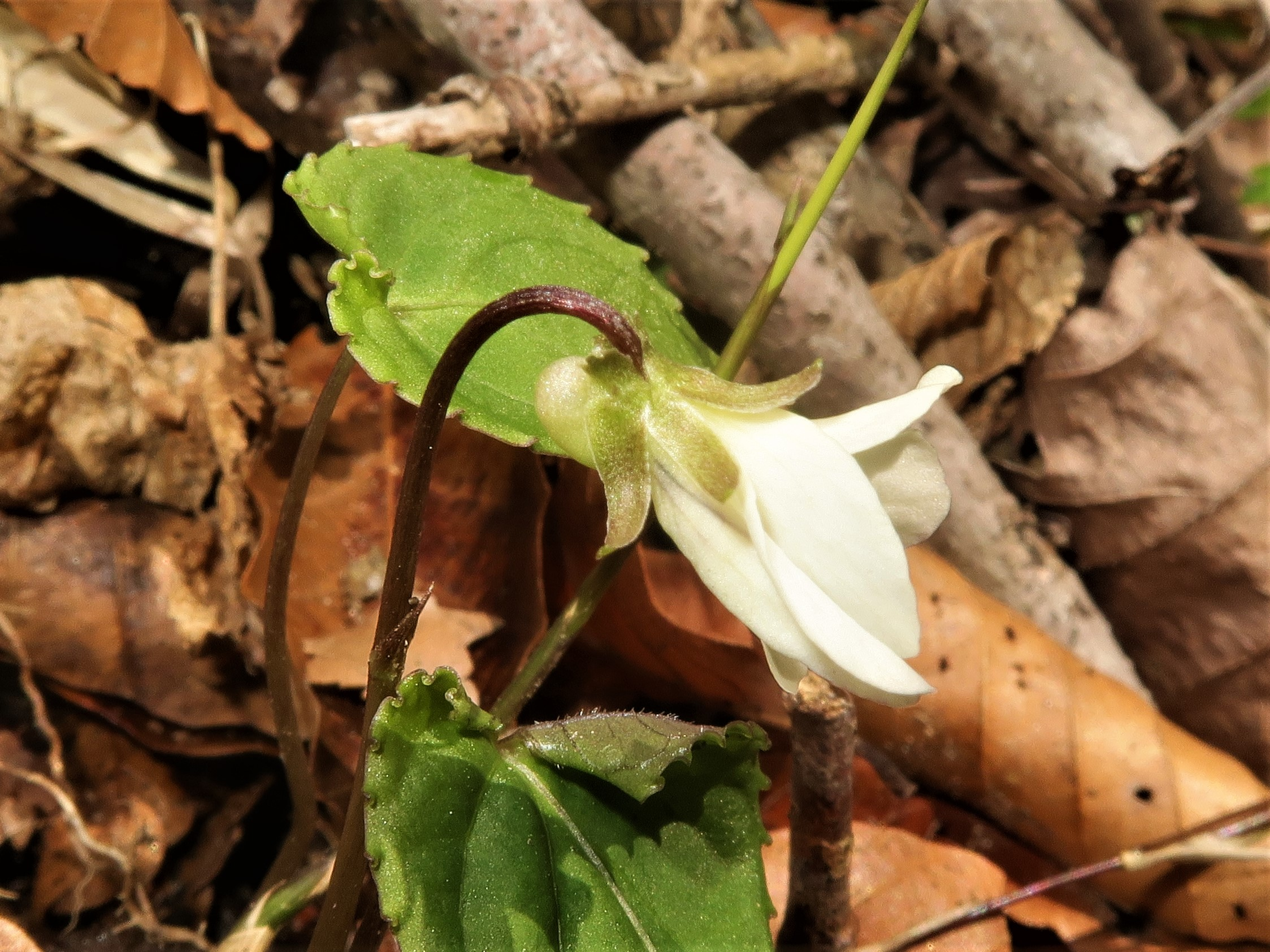
唇弁の距は短く、嚢状になる。萼片は狭披針形で、下方にある2個の付属体は2裂する。
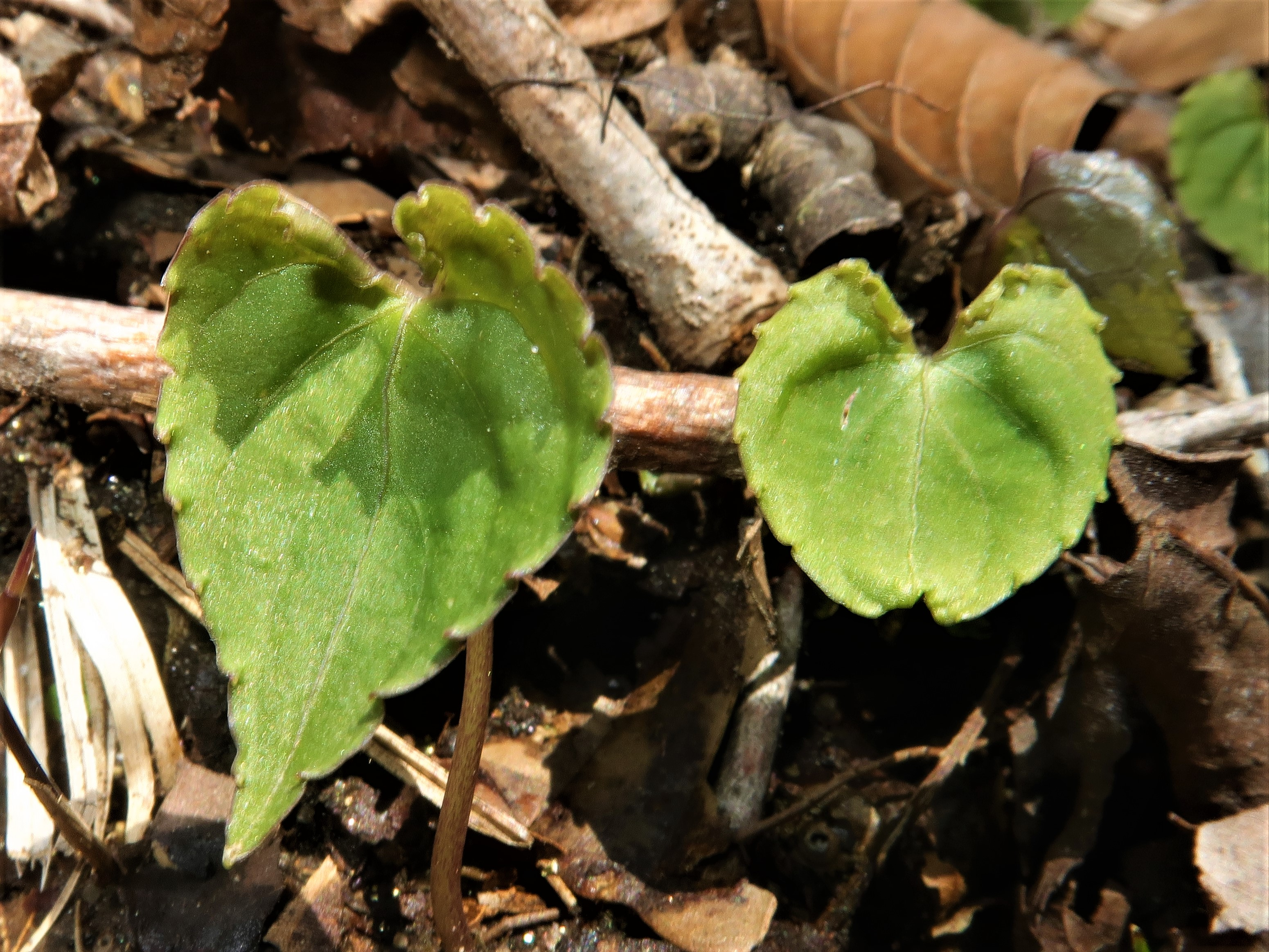
葉身は卵円形または広卵心形で、先端は急に短くとがり、基部は深い心形、縁に鋭い波状の鋸歯がある。表面は鮮緑色で鈍い光沢があり、葉脈はへこみ、側脈が大きく湾曲する。

## 交雑種
- ナガバノシコクスミレ Viola bissetii Maxim. × V. shikokiana Makino[9] - ナガバノスミレサイシンと本種の交雑種[9]。
- ジャクチスミレ Viola shikokiana Makino × V. vaginata Maxim. [10] - 本種とスミレサイシン (サンインスミレサイシン)の交雑種[10]
- フジミヤマスミレ Viola × fujisanensis S.Watan.[11] - エイザンスミレと本種の交雑種[11]